# Zoo (stripreeks)
Zoo is een Belgisch-Franse stripreeks die begonnen is in november 1994 met Philippe Bonifay als schrijver en Frank Pé als tekenaar. De reeks bestaat uit drie albums, uitgebracht in de Collectie vrije vlucht bij uitgeverij Dupuis 

## Inhoud
De strip speelt zich af op het Normandische platteland in 1914. Hoofdpersoon is Anna die leefde in een animistische gemeenschap in Siberië waar men gelooft dat de ziel van een wezen in de neus huist. Op een nacht wordt haar man voor haar ogen vermoord en verliest zij zelf haar neus. Ze zoekt haar toevlucht bij zigeuners en komt terecht in Normandië bij dokter Célestin. Célestin erfde een dierentuin. Hij wordt geholpen door zijn adoptiedochter Manon en door beeldhouwer Buggy. Zij nemen de aan haar gezicht verminkte Anna op in hun midden.
De figuur van Buggy is geïnspireerd op dierenbeeldhouwer Rembrandt Bugatti. De dierentuin zelf is gemodelleerd naar de serres van het koninklijk paleis in Laken.

## Albums
| Nummer | Titel      | Uitgever(s)            |
| ------ | ---------- | ---------------------- |
| 1      | Zoo deel 1 | Dupuis, Silhouet       |
| 2      | Zoo deel 2 | Dupuis, Silhouet       |
| 3      | Zoo deel 3 | Dupuis, Khani éditions |